# (73504) 2002 TO110
(73504) 2002 TO110 – planetoida z pasa głównego asteroid okrążająca Słońce w ciągu 4,35 lat w średniej odległości 2,66 j.a. Odkryta 2 października 2002 roku.